# Rathaus (Gerolzhofen)

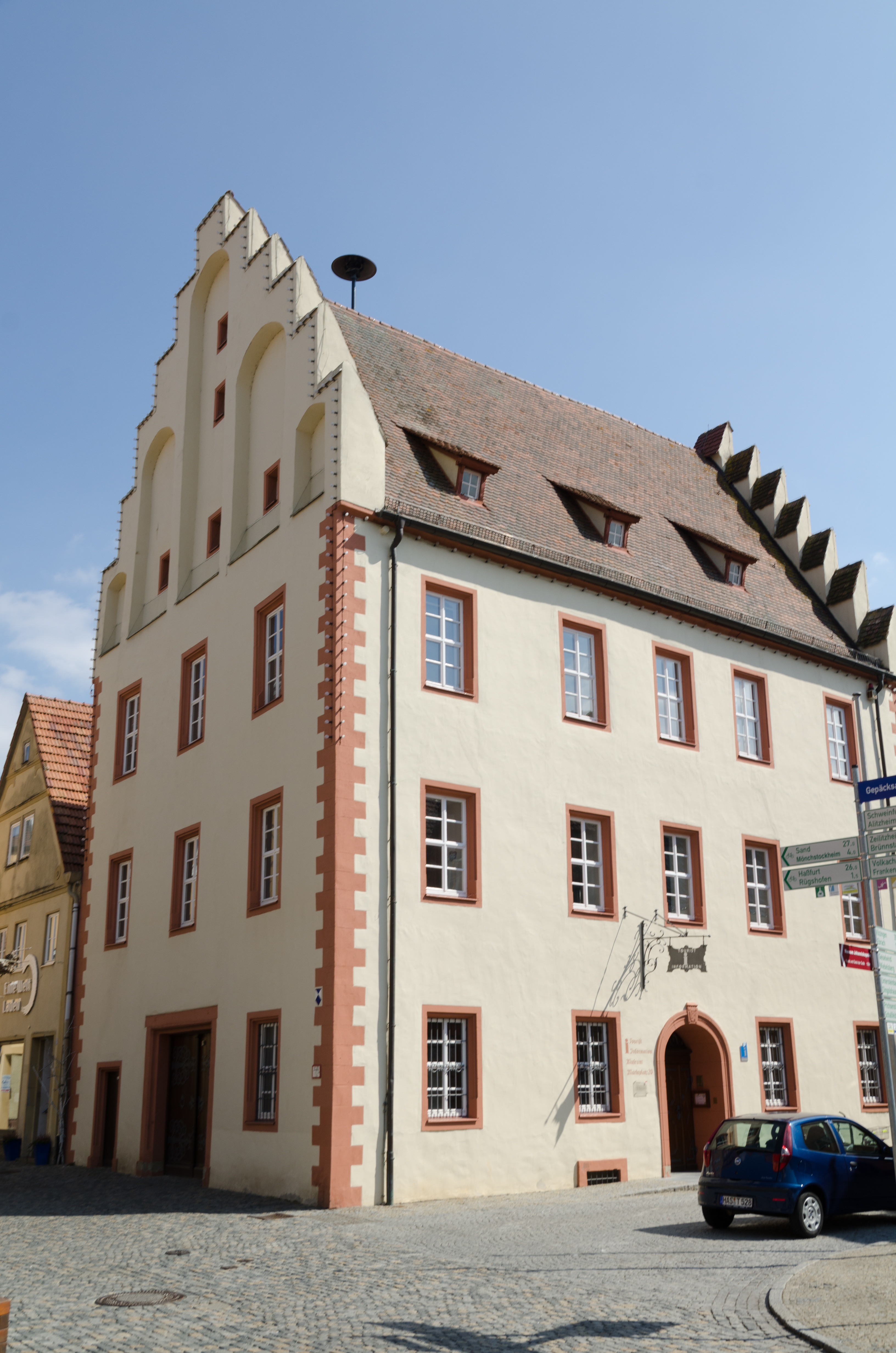
Ehemaliges Rathaus in Gerolzhofen

Das ehemalige Rathaus in Gerolzhofen, einer Gemeinde im unterfränkischen Landkreis Schweinfurt in Bayern, wurde 1475 errichtet. Das spätgotische Rathaus am Marktplatz 20 ist ein geschütztes Baudenkmal. 
Der dreigeschossige Satteldachbau mit Staffelgiebeln ist in drei zu fünf Fensterachsen gegliedert. Die Fenster haben profilierte Sandsteinrahmungen. Im Erdgeschoss befand sich eine Markthalle, der Saal wird heute für Empfänge der Stadt genutzt.
Seit 1984 ist in dem Gebäude das Stadtmuseum eingerichtet.